# イリーナ・デュブコワ
イリーナ・デュブコワ (ロシア語: Дубкова Ирина Анатольевна, 英: Irina Dubkova) は ロシアの現代音楽の作曲家。

## 概要
スヴェルドロフスク州（エカテリンブルク）に生まれる。
5歳で作曲を始める。 1982年にモスクワ音楽院ピアノ科を修了し、その後、大学院の作曲科を修了。
今までに多くのコンクールやフェスティバルに参加。1980年にモスクワ国際若い作曲家のためのコンクールをバリトンとピアノのためのSergey Yeseninの詩による4つのロマンスで優勝。1982年、「交響曲第1番」で、1987年にはオーケストラのための「アレグロ」で再度受賞した。
1982年から1985年まで、ソビエト連邦の国営ラジオ、テレビ局でミュージック・エディターを務めた。 1984年、ロシア作曲家協会、国際音楽協会「アマデウス」、ロシア音楽協会（ロシア音楽協会）に入会。

## 教育活動
1996年からは、モスクワ音楽院で教鞭をとり始め、2007年に准教授となった。

## 音楽活動
まだモスクワ音楽院の学生だった1980年からの音楽祭、「モスクワの秋」に参加し始めた。
デュブコワの交響曲、室内楽、合唱作品はベルリン、ハーメルン、バーゼル、ニース、パリ、ウィーン、ゲント、ヘルシンキ、ボストン、アイオワ州、テサロニケ、ティルブルフ、タリン、タルトゥ、キエフ、サンクトペテルブルク、エカテリンブルク、ブリャンスク、ノヴゴロド、カルーガ、ヤロスラブリ、ウランウデ、スモレンスク、プスコフ、ビテブスク、モスクワ等、ロシア全土と世界中で演奏された。
仕事をした指揮者としてはヴェロニカ・ドゥダロワ、ウラジミール・ポンキン、Martyn Nersesian, Dimitri Orlov, Stanislav Dyachenko and Iohannes Hemberg（ドイツ）、演奏家では、Elina Metlov-Grabovska（フランス）、Kurt Widmer（スイス）、John Muriello（アメリカ）、David Gompper（アメリカ）、Katherine Eberly Fink（アメリカ）、Yun Pai Hsu （台湾）、Vladimir Zhmurko（イスラエル）、Anna Chatzisimeonidou（ギリシャ）、Peep Lassmann（エストニア）、Regina Himmelbauer（オーストリア）等がいる。

## 作品

### オーケストラ作品
- 交響曲 第1番（1982）
- 交響曲第2番（1990）
- ピアノ協奏曲（1990）
- オーケストラのための「アレグロ」（1987）
- オーケストラのためのコンサートピース（1988）

### 演劇
- バレエ「ダンコ」（1980）
- 「EVERYONE TO WHOM I AM RESPONSIBLE」、バリトン、バス、朗読、2台ピアノのためのオペラ（2002）

### 室内楽曲
- 弦楽四重奏曲第1番（1984）
- 弦楽四重奏曲第2番（2000）
- クラリネット四重奏曲（1988）

ピアノ、ヴィオラ、チェロのための三重奏（1989）
- ヴァイオリンとピアノのための "BAGATELLES"（1998）
- フルート、クラリネット、バイオリン、チェロ、ピアノのための "IN THE SOFT MOONLIGHT"（2001）

### ピアノ作品
- 2つのピアノのためのコンサートピース（1982）
- 「CHARACTER SKETCHES」、2台ピアノのためのピアノ組曲（1982）
- ピアノソナタ第1番（1990）
- "EESTI LAULUD"、ピアノ組曲（1991年）
- 2台ピアノのための "BAGATELLES"（1992）
- ピアノのための "SLAVIC"、Triptich（1993）
- ピアノソナタ第2番（2001）
- 2台ピアノのための "対話"（2004）
- ピアノソナタ第3番（2005）

### オルガン作品
- "VITRAGES"（2003）
- 「CELEBRATION MUSIC FOR THE BIRTHDAY OF THE

EMPEROR OF JAPAN MR. AKIHITO」オルガンとパーカッションのための（2003）
- 「SEMIRAMIDA'S GARDENS」（2005）

### 合唱曲
- 「ICH WILL DIR MEIN HERZE SCHENKEN...」独奏者、混声合唱、弦楽オーケストラ、ピアノのための協奏曲（1995）
- 「地球の歌」（1993）
- 「THE LIGHT THAT NEVER SETS」（1994）
- 5つの合唱曲（1991）
- 無伴奏混声合唱のための 「アヴェ・マリア」（1997）
- 無伴奏女声合唱のための3つの合唱曲（2005）
- 「THE SMALL CHRISTMAS CANTATA»」（2006）

### 声楽曲
- Sergey Yeseninによるバリトンとピアノのための4つのロマンス（1980）
- 「HARPS AND VIOLINS」バリトンとピアノのための5つのアリア（1985）
- FIVE ARIAS to the poems of Russian Poets (1982)
- TEN ARIAS to the poems of Alexander Pushkin for baritone and piano (1986)
- THREE ROMANCES to the poems of Nikolai Rubtsov for bass and symphony orchestra (1988)
- «REVERIES», a vocal cycle to the French poems of Fyodor Tyutchev for soprano, mezzo-soprano and piano (1992)
- «A SONG FROM SONGS» seven arias to the folk texts for soprano, mezzo-soprano and piano (1993)
- «THE LUG OF DAYS TO COME» a vocal cycle on the texts of Daniel Haberman for baritone and piano (1999)

### ディスコグラフィー
1980年以来、彼女はピアニストとして国営ラジオとテレビ局の録音多くがある。また、自身の作品で2枚のCDをリリースした。